# Quod licet Iovi, non licet bovi

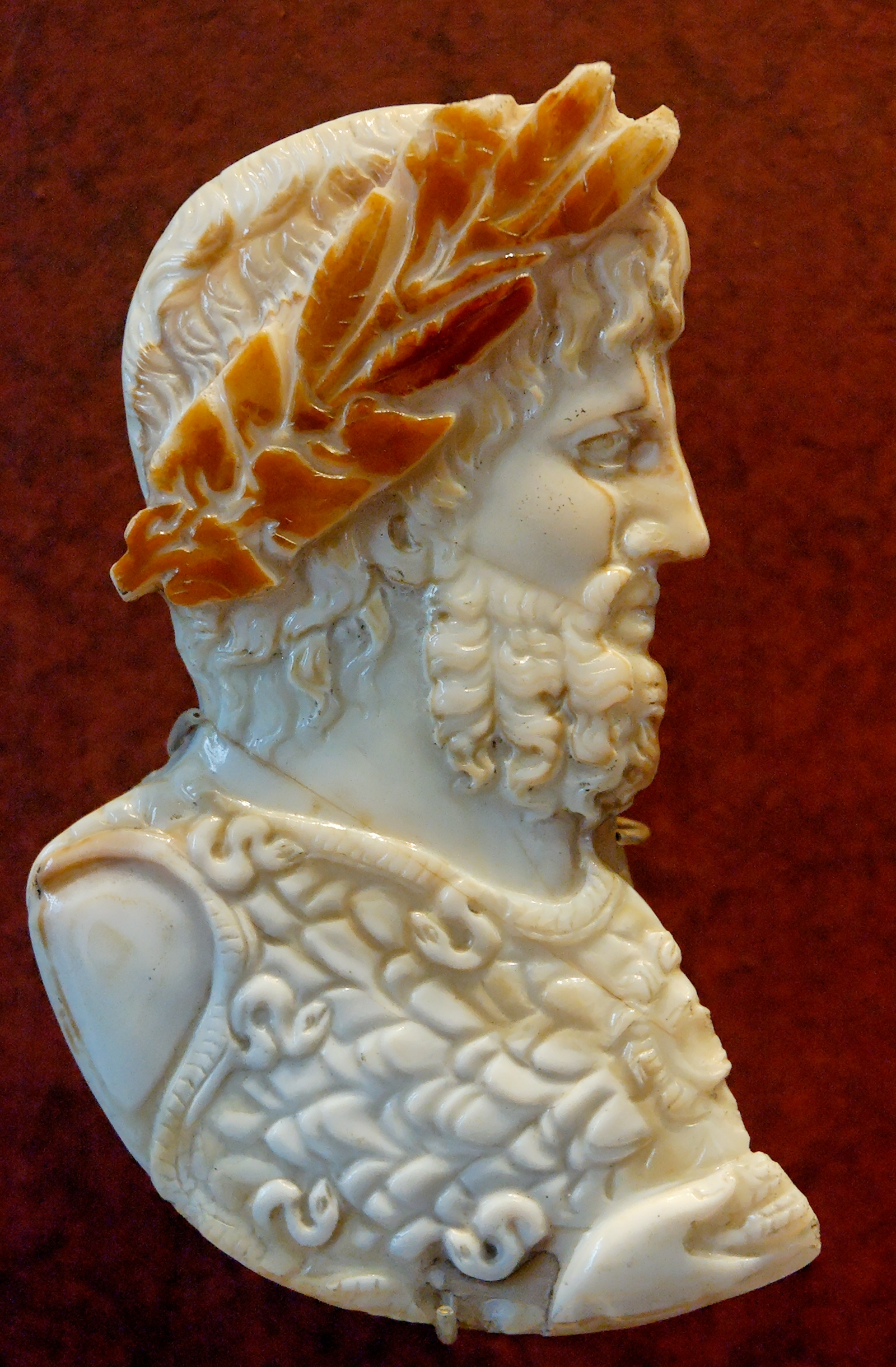
Jupiter (römische Kamee)

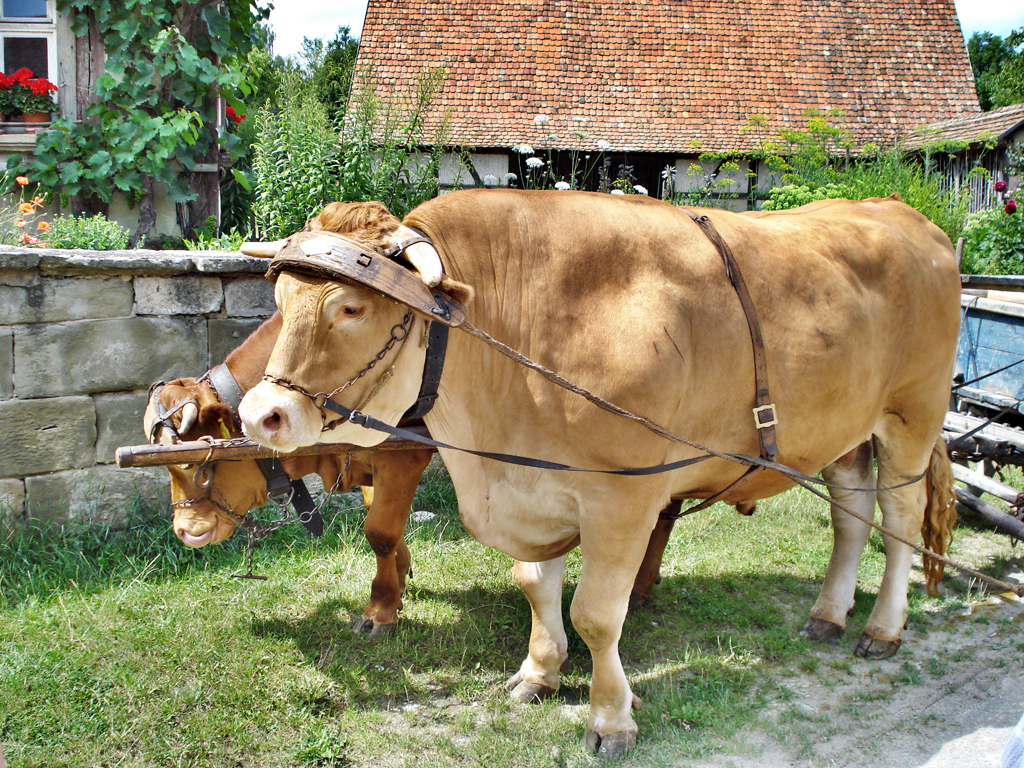
Ochsen mit Stirnjoch

Quod licet Iovi, non licet bovi (Iovi auch Jovi, deutsch: „Was dem Jupiter erlaubt ist, ist dem Ochsen nicht erlaubt“) ist eine lateinische Sentenz ungeklärter Herkunft.

## Bedeutung
Der Spruch stellt das Handeln Jupiters, des höchsten römischen Gottes, dem eines Rindviehs oder Ochsen gegenüber und spricht die aus ihrem jeweiligen Status resultierenden unterschiedlichen Befugnisse an. Folglich soll zum Ausdruck gebracht werden, dass bei der Bewertung von Handlungen nicht diese selbst, sondern der Handelnde im Vordergrund stehe. Die Bedeutung entspricht der deutschen Redewendung „mit zweierlei Maß messen“.
Manche Deutungsversuche interpretieren das Bild anders oder verwenden andere Assoziationen, wie etwa den Vergleich von „Reichen“ (= Jupiter) und „Armen“ (= Ochsen).

## Herleitung
Die ursprüngliche Herkunft der Sentenz ist nicht nachweisbar. Häufig wird der Spruch dem lateinischen Komödiendichter Terenz (ca. 195/184 v. Chr. bis ca. 159/158 v. Chr.) zugeschrieben, in dessen Werk er nicht nachweisbar ist. Allerdings stammt von Terenz das Zitat aliis si licet, tibi non licet („wenn es anderen erlaubt ist, so doch nicht dir“), das bisweilen ebenso als Grundlage angesehen wird wie die Terenzsentenz duo quom idem faciunt saepe, ut possis dicere ›hoc licet impune facere huic, illi non licet‹ („wenn zwei – wie oft – dasselbe tun, daß du dann sagen kannst: ›Das darf dieser hier, der andre nicht“) aus den Adelphoe. Doch wird der Spruch auch mit Senecas quod Iovi hoc regi licet („was dem Jupiter erlaubt, ist dem König erlaubt“) und Ciceros aliud homini, aliud bovi („eines dem Menschen, ein anderes dem Rindvieh“) in Verbindung gebracht.
Da in der Antike Binnenreime als Stilmittel unbekannt waren, ist das Latein der Sentenz nachantik. Belege für die Sequenz finden sich ab dem späten 18. Jahrhundert, etwa bei Joseph Friedrich von Keppler im Jahr 1784 oder im Libretto Die böse Frau von Karl Alexander Herklots aus dem Jahr 1791. Joseph von Eichendorffs Novelle Aus dem Leben eines Taugenichts (1826) legt die Sentenz Prager Studenten in den Mund.
In einer Darstellung aus dem Jahr 1829 wird die Sentenz einmal zur Erläuterung der gleichbedeutenden Sentenz Duo cum faciunt idem, non est idem (wenn zwei dasselbe tun, ist’s nicht dasselbe) verwendet, dann auch selbst erläutert: „… ein Grundsatz, den höfische Schmeichelei zu Gunsten der großen Herren erfunden hat. Er will nämlich sagen, daß sich diese Herren über die gemeine Moral, nach der wir uns zu richten haben, wohl hinwegsetzen dürften, wenn es ihnen so beliebte.“